# Feliniopsis depunctata
Feliniopsis depunctata là một loài bướm đêm trong họ Noctuidae.